# Skövde IK
Le Skövde IK est un club de hockey sur glace de Skövde en Suède. Il évolue en Division 1, le troisième échelon suédois.

## Historique
Le club est créé en 1957.

## Palmarès
- Aucun titre.